# Требавски партизански одред
Требавски народноослободилачки партизански (НОП) одред је био је био партизанска јединица у саставу Народноослободилачке војске и партизанских одреда Југославије током Другог светског рата у Босни и Херцеговини.

## Историјат
Формиран је у првој половини септембра 1943. од бораца из јединица 17. дивизије НОВЈ и новопридошлих бораца са Требаве, где му је било и оперативно подручје.
При формирању Одред је имао 160, а у октобру преко 300 бораца организованих у три батаљона. Делујући политички у народу, Требавски одред је, углавном, вршио мобилизацију нових бораца и делимично обезбеђивао слободну територију од напада с правца Добоја. Са јединицама 1. босанског корпуса Одред учествује у борбама за ослобођење Тузле (29. септембра – 2. октобра 1943), у њеној одбрани октобра и новембра 1943, и у поновном неуспелом нападу на тузлански гарнизон 17—20. јануара 1945. У току тих акција Одред је био у септембру придодат 17, а од октобра 1943. до фебруара 1944. године 16. (војвођанској) дивизији НОВЈ. Међу значајније успехе спадају борбе у долини реке Спрече у оквиру одбране Тузле октобра и новембра 1943, пребацивање рањеника 16. дивизије преко реке Босне (Модрички батаљон) у децембру 1943. и поновно ослобођење Модриче 20. јануар 1944. У зимским операцијама у источној Босни, децембра 1943, због губитака и осипања бораца које је наступило, Одред је ослабљен и у фебруару 1944. преостало људство спојено је с Посавским НОП одредом у нови Посавско-требавски НОП одред.